# 艾米諾努

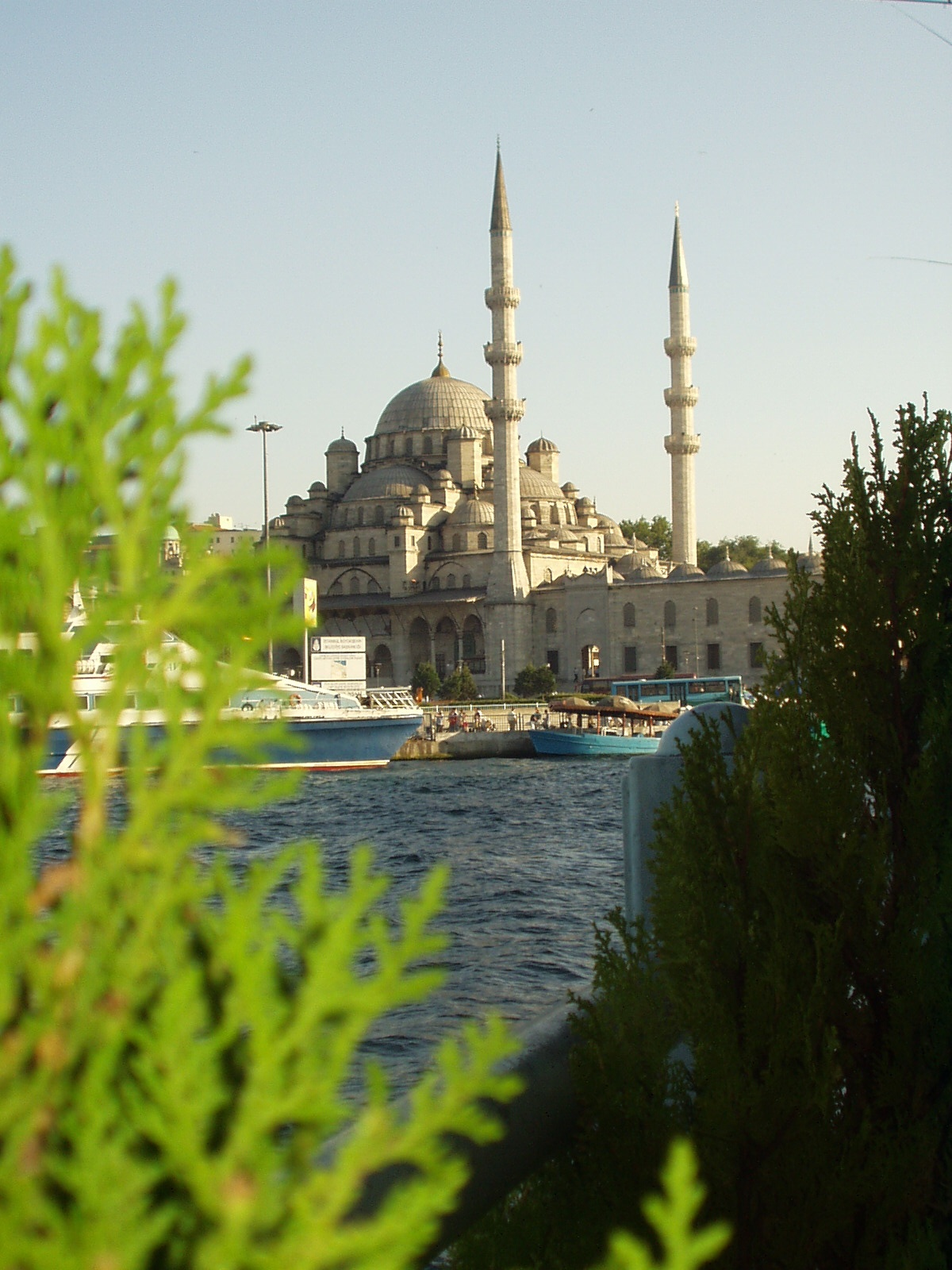
由金角灣遠眺新清真寺

艾米諾努（土耳其語：Eminönü）以往是土耳其伊斯坦堡的一個地區，現今是法提赫的一個街區，位於君士坦丁堡城內的中心地帶，艾米諾努令人注目的是歷史上的極度富裕。艾米諾努覆蓋了拜占庭帝國首都的所在地。橫過金角灣及匯入馬爾馬拉海的博斯普魯斯海峽峽口的加拉塔大橋通向艾米諾努。山丘上坐立著托卡比皇宮、蘇丹艾哈邁德清真寺及聖索菲亞大教堂，故艾米諾努是伊斯坦堡的主要旅遊勝地。艾米諾努在1928年之前是法提赫的一部分，包攬城牆內伊斯坦堡的半島部分，這地區正是拜占庭帝國首都君士坦丁堡。時至今日，艾米諾努的人口稀少，在2009年重新併入法提赫。

## 歷史

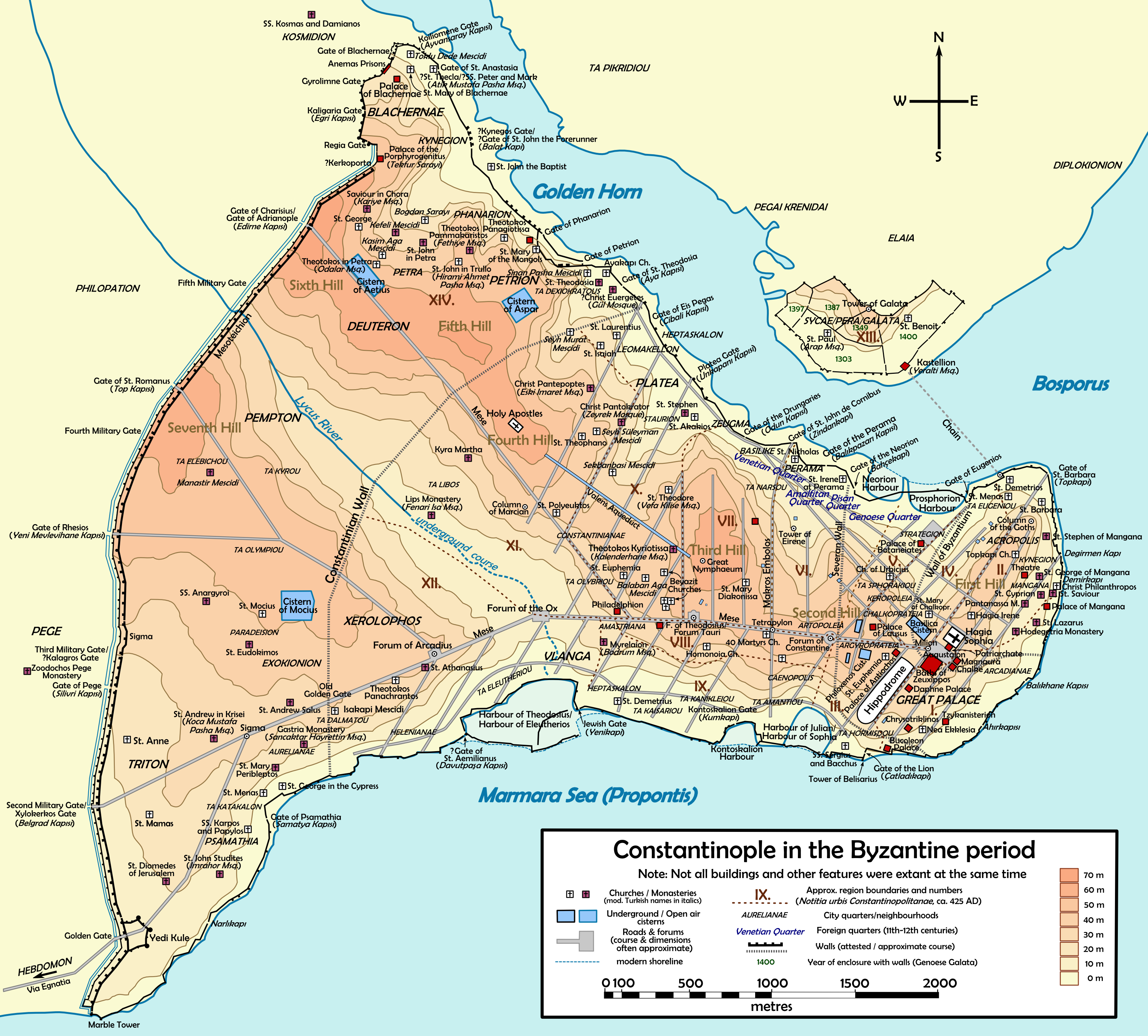
拜占庭時代君士坦丁堡地圖

金角灣是天然的港口，特別是艾米諾努沿岸，該處是半島上極佳的防禦位置。艾米諾努是拜占庭的根本所在，君士坦丁堡亦由此繁衍。金角灣沿岸的港口地區是城內最古老的街區。在十二世紀，這裡聚集了許多來自威尼斯、阿馬爾菲、熱那亞及比薩的商人，久而久之他們都在沿岸擁有他們的碼頭及社區。
在拜占庭時代，當今的艾米諾努包括內奧里安、阿克朗波利斯、基伊內吉安、霍爾米斯杜、阿曼提歐、坎尼克萊伊歐、納爾修、凱薩里歐、阿爾托波萊伊亞等地區。
在奧斯曼帝國統治時期，金角灣依然是繁榮的港灣，到處都是進口商、水手及商人，是城內的貿易中心。密密麻麻的窄巷、工廠及市場廷伸至山丘上的托卡比皇宮。
艾米諾努這個名字反映了這個地方的歷史，艾米諾努解作「正義之前」，「Emin」是指正義，「önü」有前面、之前的意思。名稱很可能是源自碼頭上奧斯曼帝國的法院及稅關。
在工業時代，艾米諾努發生了轉變，加拉塔大橋的興建、汽船的來臨、電力的應用以及鐵路的出現，東方快車在伊斯坦堡的終點站在錫爾凱吉車站。海牆依然包圍著城市，艾米諾努的海閘是貨物的進出口。1928年，艾米諾努脫離法提赫成為一個地區。
在後奧斯曼時代，那個大車站被興建後，一些石建築物亦開始興建，當中包括商業大樓、郵政局等。在土耳其共和國早期，艾米諾努被翻新，加拉塔大橋的過路收費站被拆除，開放了新清真寺前的廣場，恢復了香料市場。金角灣岸的海產市場被清除，道路亦延伸至溫卡帕納的新橋樑。
1950年代，艾米諾努被交通擠塞的問題困擾，隨著港灣大道的興建才得以紓緩，道路的終點是阿塔图爾克國際機場。

## 今日艾米諾努
縱使土耳其共和國已遷都至安卡拉，伊斯坦堡的擴張迅速，成為一個巨大的城市，到處也是巨大的輝煌建築物，艾米諾努依然繁華如故。艾米諾努仍提供最忙碌的渡輪服務橫渡博斯普魯斯海峽及馬爾馬拉海，並且有市內唯一的車輛渡船服務及鐵路幹線終點站（列車可通往色雷斯東部及歐洲）。大量人們會湧入艾米諾努乘搭巴士、渡輪及地下鐵路。
在日間，艾米諾努擠滿了商人、顧客、流動的購物者及旅客。這裡有一些重要的政府建築物，包括政府辦公室，還有伊斯坦堡大學的主校園。艾米諾努的晚間非常寂靜，艾米諾努有少量的民居，但大多數都是辦公室、商戶及工廠。艾米諾努的日夜對比非常鮮明。在日間，艾米諾努的人流可達二百萬人，然而該區的居民卻只有五萬人。居住在艾米諾努的主要是打工階層。

## 景點
艾米諾努有許多具歷史價值的清真寺及建築物，許多都是伊斯坦堡著名的地標。近期的發展大大地改善了艾米諾努，曲折的道路都顯得堂皇。艾米諾努的清真寺都開始被修復。
- 蘇丹艾哈邁德－包括托卡比皇宮、聖索菲亞大教堂、蘇丹艾哈邁德清真寺及艾立尼教堂（Aya Irini）。
- 蘇萊曼清真寺－蘇萊曼一世的大型清真寺建築群。
- 新清真寺－加拉塔大橋旁的清真寺，清真寺前有一個開揚的廣場，人們喜歡在這裡餵食鴿子。
- 大巴扎
- 香料市場
- 索科卢穆罕默德帕夏清真寺（Sokollu Mehmet Pasha Mosque）－位於卡杜爾加

## 購物

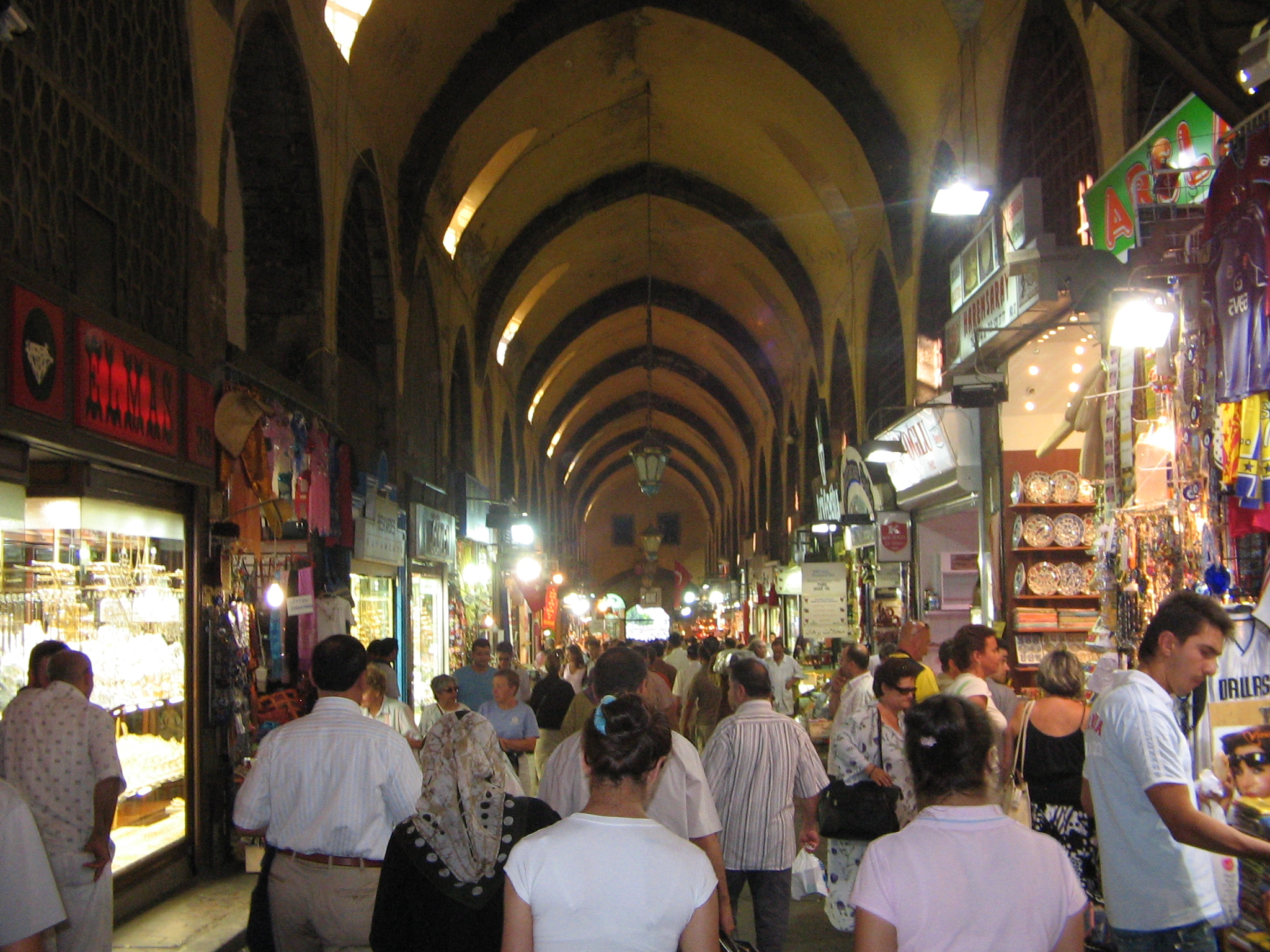
香料市場

艾米諾努是購物熱點，特別是在週末，來自城市每個角落的人們都會來這裡選購衣物、塑膠飾品、文具及廉價玩具。這裡沒有購物廣場的高檔商店，艾米諾努的顧客大多是打工階層。一條稱為穆罕默德帕夏的狹窄、攀升而上的街道是一些保守人士常來購置大衣頭巾，或者為兒子購買用於割禮的服飾。
許多人在艾米諾努推著手車兜售貨物，或開設臨時攤擋，又或在街上鋪上地毯售貨，此外還有街上、市集內、奧斯曼時代石堡的無數小商店及工作坊。每寸空間都是售貨的地方，甚至是渡輪的地下通道都排列著商店、烤肉架，還有售賣香煙的男孩。
許多商人會進駐一個小區域，如一條街道，甚至是一座建築物，形成某種交易的中心。每走進一個街角也會發現不同的景象。當你置身於販賣牛仔褲檔口的地區，橫過一個街區後你會發現那裡充斥著咖啡及香料的味道。艾米諾努的多樣性令人驚訝。

## 飲食
在日間，食物的選擇繁多。在某些地區，午膳時間有許多上湯、煮食及熱菜，可在市集及購物街道上找到，如在錫爾凱吉車站附近的霍賈帕沙街有許多的選擇。艾米諾努區內提供大量的快餐及小食如渡口沿岸街上的土耳其烤肉、浪馬軍及烤鯖三明治。這些食品以往在船上販賣，但現已被禁止。
- 在錫爾凱吉，由車站那邊橫過道路可見康雅里，那是伊斯坦堡最古老的食店，以點心聞名。
- 香料市場後面有一個稱為哈基穆黑丁的糖果市場，以土耳其軟糖聞名，又販賣其他奧斯曼時代的傳統糖果以及用羅望子制造的飲料[8]。
- 蘇丹艾哈邁德的柯福塔（Kofta）餐廳名傳整個伊斯坦堡。

大多數的餐館在晚上也會關閉，但仍可在以下地方找到進食的地方：
- 蘇丹艾哈邁德
- 庫姆卡帕的海鮮餐廳
- 新清真寺附近的韓迪餐廳及堪庫塔蘭的巴里克西薩巴哈丁海鮮餐廳

## 外部連結
- 艾米諾努的圖片 （页面存档备份，存于）

41°00′N 28°56′E / 41.000°N 28.933°E